# Live from Las Vegas at the Palms
Live from Las Vegas at the Palms är ett livealbum som släpptes 22 januari 2008 av det amerikanska pop/punkbandet Yellowcard. Det är ett iTunes-exklusivt album som spelades in i oktober 2007 i Las Vegas på Palms Casinos Pearl Concert Theater.

## Låtlista
1. "The Takedown" - 4:39
2. "Fighting" - 3:09
3. "Lights and Sounds" - 3:46
4. "Rough Landing, Holly" - 4:55
5. "Keeper" - 5:03
6. "Light Up the Sky" - 3:38
7. "Only One" - 5:48
8. "Shadows and Regrets" - 5:10
9. "Way Away" - 4:04
10. "Ocean Avenue" - 3:57